# Alannah Myles: The Very Best Of
Alannah Myles: The Very Best Of kompilacija je hitova kanadske pjevačice Alannah Myles. 

## Popis pjesama
1. "Black Velvet" - 4:48
2. "Break The Silence" - 5:40
3. "Everybody's Breaking Up" - 4:34
4. "Love Is" - 3:38
5. "Song Instead of a Kiss" - 5:04
6. "Sonny Say You Will" - 5:05
7. "Bad 4 You" - 3:53
8. "Our World Our Times" - 6:18
9. "Long, Long Time" - 5:13
10. "Family Secret" - 5:16
11. "Lover of Mine" - 4:35
12. "Still Got This Thing" - 4:35